# Ismet Ramadani
Ismet Ramadani (mac. Исмет Рамадани; ur. 1954 w Araczinowie) – jugosłowiański i północnomacedoński polityk oraz chemik pochodzenia albańskiego.

## Życiorys
W latach 1985–1989 pracował w liceum im. Zefa Lusha Marku jako nauczyciel chemii, następnie pełnił funkcję dyrektora tej szkoły.
Zaangażował się w działalność Partii na rzecz Demokratycznego Dobrobytu, reprezentując ją w Zgromadzeniu Republiki Macedonii. Z powodzeniem ubiegał się o mandat parlamentarny w wyborach z lat 1990, 1994, 1998 i 2002. W 2009 objął funkcję wiceprzewodniczącego, a w czerwcu 2014 roku został przewodniczącym Euroatlantyckiej Rady Macedonii.
Deklaruje znajomość języka angielskiego.